# サッカー賭博
サッカー賭博（サッカーとばく）は、サッカーの試合結果の予測に基づいて行われる賭博である。イギリスでは「the pools」（プール賭博）、イタリアではトトカルチョ（totocalcio）と呼ばれる。

## 各国のサッカー賭博

### イギリス
イギリスでは、サッカー賭博は「the pools」と総称される。LittlewoodsやVernons、Zetters、Brittensを含む複数の業者が過去に同様の遊戯を組織してきたが、最も有名なものは歴史的に「トレブル・チャンス（Treble Chance）」として知られている。参加者は次週に行われる予定のサッカーの試合の表を与えられ、8つの「ライン」の中からどれが決められた採点方法によって最も高い点数が得られるかを予測する。全ての参加者の掛金の一部が賞金として、最多得点に相当するエントリーを選んだ参加者に分配される。
2007年、Littlewoods、Vernons、Zettersのブランドは合併しThe New Football Poolsとなった（現在はThe Football Poolsと呼ばれている）。

### 大陸ヨーロッパ
大陸ヨーロッパでは同様のサッカー賭博はしばしばトトとして知られている。参加者が前もってサッカーの試合結果を予測する必要がある原理は同じであるものの、詳細は根本的に異なっている。トトという名称はパリミュチュエル方式で使われる賭け率表示装置（伊: Totalizzatore）から来ている。
インタートトカップ大会は、夏の間にトトクーポンのための試合を提供する目的で中央ヨーロッパのサッカー賭博企業によって開始された。

### 日本
日本では賭博は違法であるが、プロサッカーの試合を対象としたくじが「toto」の愛称のもと特別法により合法化され、販売されている。(販売者は独立行政法人の日本スポーツ振興センターである。)

### 中国
特別行政区の香港では香港ジョッキークラブによってサッカーくじが発売されており、対象試合は世界中に及ぶ。
投票方式は様々であり、90分勝敗、45分勝敗、90分時点スコア、45分時点スコア、コーナーキック数、ゴール数、次ゴールチーム、ハンデ付き90分勝敗など多岐にわたる。また、一部試合についてはインプレイ・ベッティング（試合中にベット可能）を行う事もできる。
複数の賭けを一度に組み合わせた「All-Up」方式にも対応しているため、選択内容によっては超高配当が出る可能性がある仕組みが用意されている。

### ベトナム
ベトナムでは自国民の賭博行為が禁止されていたが（外国人限定のカジノは存在）、2017年2月に試験的な政策として21歳以上の国民によるサッカー・競馬・ドッグレースの賭博行為を一定の条件（サッカーの場合には1試合の賭け金は100万ドン以下などの条件）で解禁した。

### サッカー賭博を題材とした漫画
- ピッチディーラー -蹴球賭場師-

## 推薦文献
- Hubert Phillips, Pools and the Punter, Watts, London, 1955
- Mark Clapson, A Bit of a Flutter: Popular Gambling and English Society, 1823-1961 (1992)